# ميشيل غاردنر
ميشيل غاردنر (بالإنجليزية: Michelle Gardner)‏ هي مديرة فنية أمريكية، ولدت في عقد 1960 في بطرسبورغ في الولايات المتحدة.